# Margaret Weis
Margaret Weis, amerikansk författare, föddes 1948 i Independence, Missouri och är känd för sina många fantasyromaner.

## Biografi
Margaret Weis studerade litteratur och författarskap på universitetet i Independence och tog där sin examen år 1970. Hon kom att arbeta förutom med skrivande även med rollspel och marknadsföring på förlaget Herald. Weis är gift med författaren Don Perrin. Paret bor i Williams Bay, Wisconsin.

## Författarskap
Weis författar både på egen hand och med andra, bland annat Tracy Hickman med vilken hon har skrivit serierna Dödens port, Draklanskrönikan, Draklanslegenderna, Den fallna solens drakar och Draksommar.